# Crumpet
Ne doit pas être confondu avec Les Crumpets.

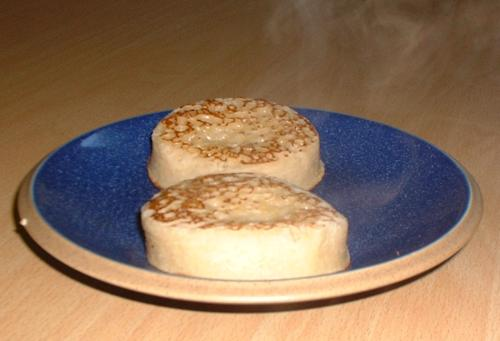
Crumpet chauds, beurrés.

Un crumpet est une variété de pain faite de farine et levure. On le consomme principalement au Royaume-Uni, mais aussi dans tout le Commonwealth[réf. nécessaire].

## Étymologie
Le crumpet est une invention anglaise qui date du XIVe siècle. Le nom d'origine était « crompid cake ». Dans les premiers temps, il avait l'aspect d'une crêpe dure, cuite sur une plaque de cuisson, différent du crumpet mou et spongieux à base de levure de l'ère victorienne. Les fabricants de crumpet des Midlands et de Londres ont développé ses trous caractéristiques, en ajoutant du levain en poudre à la pâte à base de levure. Le terme lui-même peut se rapporter à un gâteau fripé ou recourbé vers le haut ou à des origines celtiques (le terme rappelant les krampouezh bretons, crêpes ou galettes de sarrasin, et le crempog ou crempot gallois, une sorte de crêpe). Beaucoup de mots anglais ayant des racines germaniques, une autre racine possible est le mot allemand krumm, qui signifie « tordu », « recourbé ».

## Crumpetanglais
Le crumpet fait environ 7 cm de diamètre et 2 cm de hauteur. La forme est due à la cuisson réalisée dans un anneau empêchant qu'il ne s'étale dans la poêle, permettant de conserver une épaisseur importante. Il a une face lisse et l'autre parsemée de petits trous. La texture est mi-molle mi-spongieuse.
Il est habituellement mangé chaud avec du beurre et une deuxième garniture comme de la confiture, du miel ou de la pâte à tartiner.
Ne pas confondre cela avec le muffin anglais qui a une texture complètement différente.

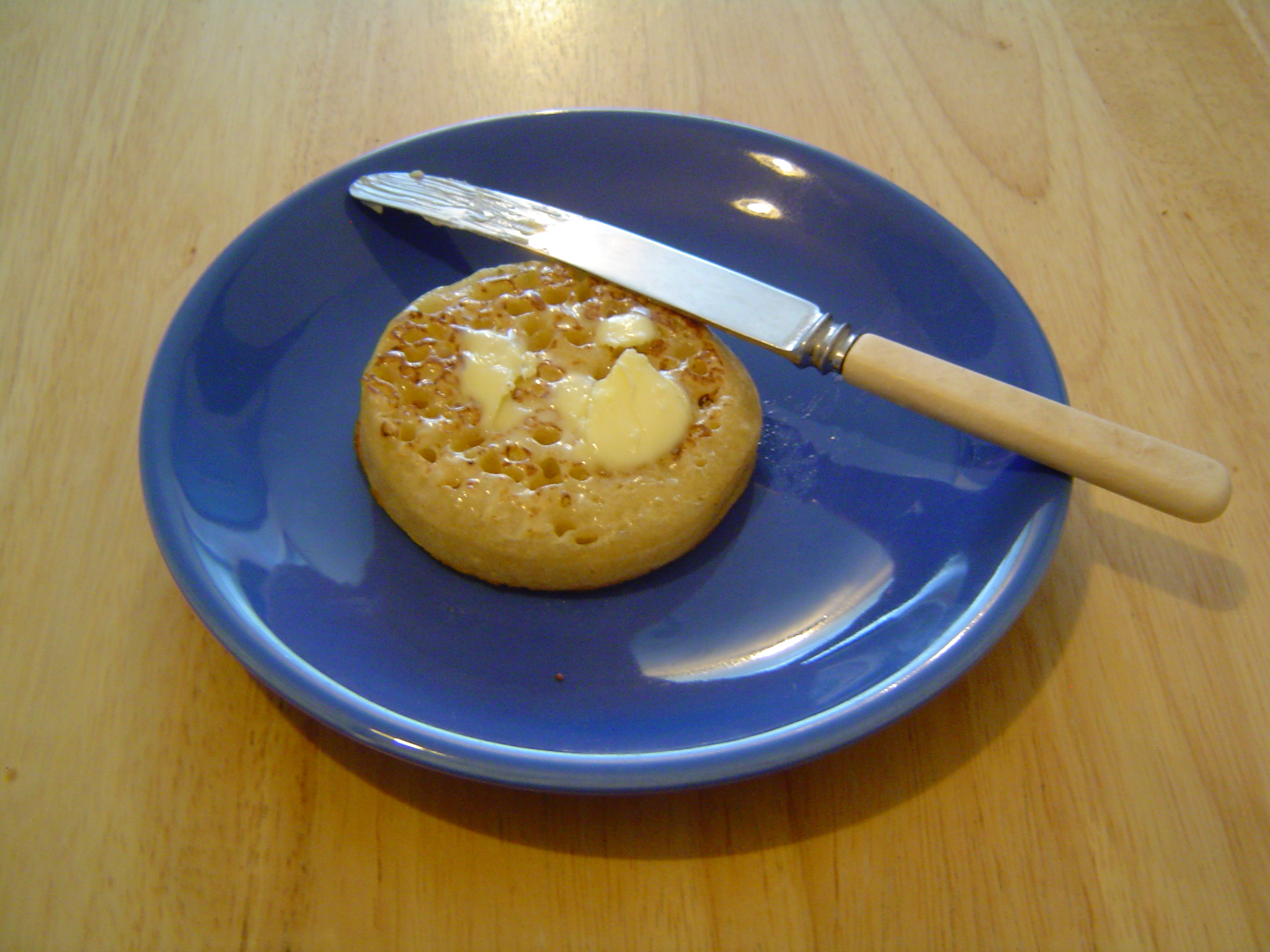
Crumpet chaud beurré.